# 合字
合字（ごうじ、英: Ligature;リガチャー）とは、複数の文字を合成して一文字にしたもの。抱き字、連字とも呼ばれる。ユリウス・カエサルの表記「Julius Cæsar」の「æ」（aとe）が典型的な合字の例である。

## 総説
世界の様々な文字体系において、合字が考案され用いられてきた。国際音声記号 (IPA) にも合字が採用されている。
現代の欧文組版では、特定文字の組み合わせのときに、読みやすくする効果を狙って結合させることを合字と呼ぶ。

## ラテン文字における合字のステージ
合字には、いくつかのステージが認められる。

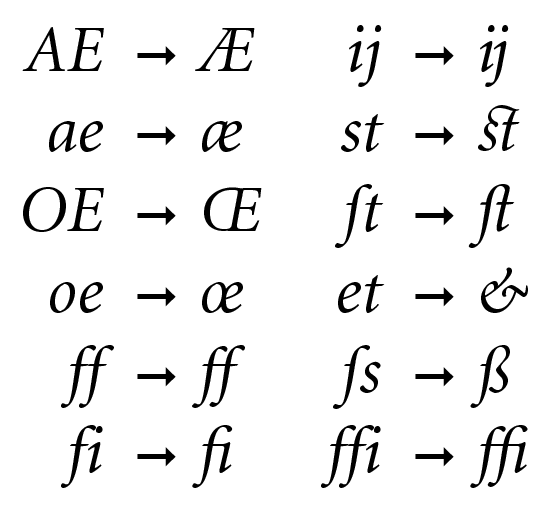
ラテン文字の代表的な合字

1. 筆記体の影響などから、デザイン上、単に複数の文字をくっつけて書いたもの。
2. 活版印刷において、スペースを調整する目的（カーニング）により、いくつかの文字をくっつけた活字を作り、必要に応じて使用したもの。
3. ﬁ(fi), ﬂ(fl) など、特定の組み合わせについて、統一的に合字を使うようになったもの（F#合字）。
PC にあっては、文字コード体系によってはこれらの合字に独立したコードを与えており、一部の欧文フォントはそれに対応し、字形を持っている。一部の組版ソフト（DTPソフト）は、本来の文字コードと独立した文字コードを一括して、ないし自動で変換する機能を持っている
4. フランス語の Œ, œ のように、2つの文字の組み合わせである意識は残しながらも、綴りの中で必ずその合字を使うようになったもの。
5. ドイツ語の ß のように、その文字に特別の役割を与え、1字として扱うようになったもの。
6. アイスランド語、デンマーク語、ノルウェー語の Æ, æ のように、もとの文字から離れて新しい役割を持たせるようになったもの。
7. フェロー語、デンマーク語、ノルウェー語の Ø, ø (o + e) のように、2字を重ねて書かれた結果、新しい役割を持つ字となったもの。
8. オランダ語の Ĳ/ĳ (IJ/ij) のように、印刷上分かれて書かれたとしても1字と扱われるようになったもの。
9. W/w (VV/vv, UU/uu) の様に、完全に独立した文字として多くの言語に迎えられたもの。
10. & (et) や @ (ad) のように、形を大きく変え、他の言語に記号ないし表意文字として迎えられるようになったもの。
11. $ のように、起源がわからなくなっているもの（ラテン文字の P と S を重ねたという説が有力）。
12. Å, å のように、縦に重ねた結果、上の文字が小さく書かれるようになったもの。
13. Ä, ä, Ö, ö, Ü, ü のように、縦に重ねて書いた結果、上に付けられていたものが点に変わったもの（これらドイツ語のウムラウトの ¨ は e に由来する）。
14. その他、? はラテン語の quaestio の最初と最後の q, o を縦に重ねたものであり、! は、ラテン語の io を縦に重ねた形とする説がある。

これらの合字が単語に含まれる場合、辞書などでどのような位置に並べるかは様々である。合字にする前の位置に置く場合、独立した文字としてアルファベットに加えて並べる場合、また、ウムラウトのようにそれがないものとして並べる場合等がある。

## ラテン文字以外の合字の例

### 表音文字の合字

デーヴァナーガリー文字の合字の例
द् + ध् + र् + य = द्ध्र्य
ラテン文字では ddhrya

- インド系文字のほとんどやハングルは、複数の文字を合成して一音節の音（言語によっては複数の音節で読まれる）を表す字を作るシステムになっているため、文字表記上はまとまった音素が1つの文字に結合した状態になり、一種の合字とみなされる（デーヴァナーガリーにおけるॐ など、例外的に表意文字となっているものを除く）。
- キリル文字の Я は、IA の合字といわれる。キリル文字を用いる諸言語のなかには、АとЕの合字(Ӕ, ӕ)・НとГの合字 (Ҥ, ҥ)・ТとЦの合字(Ҵ ,ҵ)などが採用されているものもある。
- アラビア文字には ل （ラーム）と ا （アリフ）の合字 لا （ラー）がある。
- 日本語の仮名では、「𪜈（トモ）」、「ヿ（コト）」、「ゟ（より）」などの合略仮名（仮名合字）が使われた。「ゟ」は、現在でも新聞の求人欄の三行広告などで使用されている。明治初期に制定された法律で、時折見ることができる。
- モンゴル文字にも合字が存在する。

### 表意文字の合字
- 漢字は古来より形声や会意によって多数つくられた文字であり、その成り立ち自体が一種の合字である。
  - 中国語圏では、護符として、「大吉」、「招財進寶」、「黄金萬両」などを合字として書く例が現代にいたるまで見られる[3]。
  - 日本における漢字では、和製漢字の合字として、「麿」（麻呂）、「粂」（久米）、「杢」（木工[* 1]）、「袰」(母衣)、「塰」（海士[* 2]）、「𡍄」（土居）などの人名・地名を表記するための造字、「浬」（海里）、「粁」（千米、キロメートル）などの単位を表すための造字が行われ、長く使われていたが、明治期以降の日本語の変革において簡便性を欠くとして徐々に使われなくなった。このうち「麿」などは1951年以降、戸籍法施行規則の人名用漢字に定められ、新生児の命名に使用することが可能となっている。
  - 朝鮮漢字にも合字が存在する。

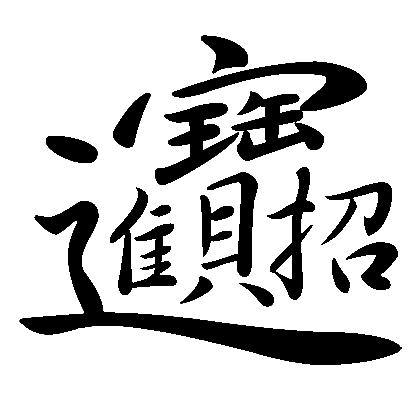
「招財進寶」（財運の到来を願う）の合字
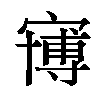
（恐らく）中文における博物館の合字

## 組文字
- 2つ以上の文字が、活字やコンピュータ上で1文字のデータとして扱われる例（Unicodeにおける明治以降の元号[4][5]や、「cm」「kg」の単位記号、「10」といった2桁以上の数字など）は組文字と呼ぶ。組み文字を使用すれば、横組み/縦組みのレイアウトを変更しても、組版を調整する必要がない。